# Jarawara
Le jarawara  (ou yarawara, jaruára) est une langue arawane parlée dans l'État d'Amazonas au Brésil, dans huit villages situés le long de la rivière Purús, en Amazonie, par 150 Jarawara.
La langue est parlée par l'ensemble de la population.

## Classification
Selon Dixon, le jarawara est mutuellement intelligible avec le jamamadí et le banawá. Ces trois variétés forment la langue madi.

## Phonologie

### Voyelles
|         | Antérieure | Centrale | Postérieure |
| ------- | ---------- | -------- | ----------- |
| Fermée  | i [i]      |          |             |
| Moyenne | e [e]      |          | o [o]       |
| Ouverte |            | a [a]    |             |

### Consonnes
|              |              | Bilabiale | Dentale | Alvéolaire | Palatale | Vélaire | Glottale |
| ------------ | ------------ | --------- | ------- | ---------- | -------- | ------- | -------- |
| Occlusive    | Sourde       |           | t [t]   |            |          | k [k]   |          |
| Occlusive    | Sourde       | b [b]     |         |            | j [ɟ]    |         |          |
| Fricative    | Fricative    | f [ɸ]     |         | s [s]      |          |         | h [h]    |
| Nasale       | Nasale       | m [m]     | n [n]   |            |          |         |          |
| liquide      | liquide      |           |         | r [r]      |          |         |          |
| Semi-voyelle | Semi-voyelle | w [w]     |         |            |          |         |          |